# ウナイサウルス
ウナイサウルス（Unaysaurus）は竜脚形類恐竜の属であり、既知では最古の恐竜の一つである。1988年にブラジル南部、パレオロタ（en）ジオパークで発見され、2004年12月3日火曜日に記者会見で発表された。「原竜脚類」として知られる草食恐竜の一種であり、ドイツで発見された恐竜と特に近縁である。このことはこの時代これらの種が超大陸パンゲア上を拡散するのが容易であったことを示している。
たいていの初期の恐竜と同じように、ウナイサウルスは比較的小型で、二足歩行であった。体長2.5 m、体高70から80 cm、体重70 kgほどであった。
化石の保存状態は良く、ほぼ完全な頭骨、完全な下顎、多くの骨が関節状態な部分骨格が発見されている。現在までのところブラジルで発見された恐竜の化石としては最も完全な状態である。

## 生物地理学
ウナイサウルスは三畳紀後期、カルニア期もしくはノルニア期（2億2500万年前から2億年前）に生息していた。発見地であるブラジルはこの当時アフリカ北西部と地続きであった。全世界が結合していた趙大陸パンゲアからちょうどこの頃北のローラシアと南のゴンドワナに分離し始めていた。
ウナイサウルスはブラジル南部、リオグランデ・ド・スル州、サンタマリア（en）近郊で発見された。化石はカトゥリタ累層（en）のレッドベッド（en）から発掘された。この地層はサトゥルナリア（Saturnalia）など同様に古い恐竜の産地でもある。最古の恐竜もここや近郊のアルゼンチン（例えばエオラプトル）で発見されている。このことはこの地域が最初の恐竜の発祥地であることを示してる。
ウナイサウルスはブラジルで発見された初の原竜脚類である。原竜脚類は半二足歩行の草食動物で、後のより進歩した竜脚類と関連がある。竜脚類にはブラキオサウルスのような地球上を歩行した史上最大の生物が含まれる。スタウリコサウルスや他の初期の恐竜がこの近郊発見されており、また1999年に記載された別のブラジルの恐竜テユワス（Teyuwasu）も原竜脚類である可能性がある。
しかし期待に反して、ウナイサウルスに最も近縁な種は南アメリカでは発見されなかった。2億1000万年前にドイツに生息していたプラテオサウルスが最も近縁であったのである。このことはこの種がパンゲアを渡って移住することが容易だったことを示す。

## 発見と命名
属および種は Luciano A. Leal, Sergio A. K. Azevodo, Alexander W. A. Kellner, および Átila A. S. da Rosaにより科学誌Zootaxaの2004年10月18日の号で公式に記載された。属名はトゥピ語で「黒い水」を意味する unay に由来している。これは化石が発見された地域のポルトガル語の地名Agua Negra（同じく「黒い水」の意味）にちなんだものである。種小名tolentinoi は1998年に道端で化石を発見したTolentino Marafigaに献名されたものである。

## 参照
- Luciano A. Leal, Sergio A. K. Azevodo, Alexander W. A. Kellner, and Átila A. S. da Rosa (October 18, 2004). “A new early dinosaur (Sauropodomorpha) from the Caturrita Formation (Late Triassic), Paraná Basin, Brazil” (PDF). Zootaxa 690:  1–24. (Warning: abstract is 12 kb PDF)